# Cornelis Cornelisz van Haarlem
Cornelis van Haarlem Corneliszen (1562 i Haarlem – 1638 sammesteds) var en hollandsk maler.
Cornelis van Haarlem kom i lære hos Pieter Pietersz den ældre i Amsterdam, tog 17 år gammel til Frankrig, opholdt sig i Antwerpen, hvor Gillis Coignet blev hans lærer, og vendte derefter tilbage til Haarlem, hvor han malede et skyttegildebillede (1583, Frans Hals Museum i Haarlem). Her oprettede han sammen med Karel van Mander et malerakademi i 1587, hvor der maledes efter levende model og efter antikkerne. I hans store, maniererte, stærkt overlæssede Billeder, af historisk, mytologisk eller bibelsk indhold, spiller den nøgne figur, duelig gjort, men af grove og ikke synderlig tiltalende former, en fremtrædende rolle. Hans billeder, der til tider kan indeholde friske småtræk grebne ud af livet, nød, udførte som de var efter den "italienske maner", samtidens beundring. Malerier af Cornelis van Haarlem ses bl.a. i Haarlem, Haag (Gudebilledie m. m.), Dresden (Venus, Bacchus og Ceres), Stockholm, Gavnø-Samlingen og København, hvor Statens Museum for Kunst ejer hans Allegori på livets korthed fra. 1617 og Titanernes fald fra 1588-1590. 
- Cornelis van Haarlem Corneliszen, Banket van korporaalschap van Jonge Jan Adriaensz van Veen - Haarlem Cloveniers schutterij, 1583, Frans Hals Museum.
- Skyttebilledet: Banket van de officieren van de St. Jorisdoelen fra 1599, Frans Hals Museum.
- Cornelis van Haarlem Corneliszen, Titanernes fald, 1588-1590, Statens Museum for Kunst.